# Château de Rocquencourt
Le château de Rocquencourt était un château situé dans la commune de Le Chesnay-Rocquencourt, dans le département des Yvelines. Il a été démoli en 1963.

## Histoire
La comtesse de Provence fait construire le château par l'architecte Charles de Wailly en 1781. La Révolution interrompt l'achèvement des travaux, qui sont repris par Daniel Doumerc-Belan.
En 1824, le domaine est acquis par la duchesse de Corigliano, nièce de Joachim Murat, puis, en 1829, il est racheté par le banquier Beer Léon Fould.
Cécile Furtado-Heine, sa petite-fille, fait aménager le parc.
Le domaine devient ensuite la propriété de la princesse Murat, née Cécile Ney d'Elchingen, petite-fille de Mme Furtado-Heine.
À l'occasion des Jeux olympiques de 1924, pour la première fois, un village olympique est construit, à Colombes, avec la volonté d'y regrouper les athlètes de toutes les nations. La sélection des États-Unis refuse de s'y installer, et prend ses quartiers au château de Rocquecourt.
Le château est occupé et lourdement endommagé au cours de la Seconde Guerre mondiale.
Il est démoli en 1963, ne subsistant que la grille d'entrée portant des initiales entrelacées : CFH, pour Cécile Furtado-Heine.
Le monument fait l’objet d’une inscription au titre des monuments historiques depuis le 23 novembre 1946.

## Pour approfondir